# Бамбалуні
Бамбалуні  — це солодкий туніський пончик, представлений у вигляді кільця. Його можна приготувати вдома або купити в магазинах швидкого харчування. Готується з борошняного тіста, обсмаженого на олії. Бамбалуні їдять посипаною цукром або вмокають в мед. Його їдять зазвичай зранку на сніданок або ж ввечері з молоком або іншим напоєм. 

## Приготування
Для приготування бамбулуні треба: дріжджі, борошно пшеничне, соняшникова олія, цукор, сіль.
1. У теплій воді розвести дріжджі, розмішати і відставити на десять хвилин.
2. Борошно просіяти в миску, трохи посолити, влити дріжджі та воду.
3. Перемішати всі інгредієнти ложкою, поки вони не стануть вологими, пухкими та еластичними.
4. Поставте миску в кут столу, накрийте її та дайте тісту відпочити 4 години..
5. Коли воно добре розпухне, поставте олію для смаження на вогонь, намочити руки під холодною водою і замісити кулю тіста.
6. Надати пончикам форму кільця і акуратно занурити їх у гарячий жир.
7. Обов’язково добре підрум’янити їх з обох боків, знежирити, обсушити, посипати цукровою пудрою, варенням.

## Розповсюдження
Цей десерт є характерним для кухні Тунісу і вважається національною стравою. Його можна зустріти під назвою сфендж в магрибській кухні, зокрема в Лівії його називають сфінз (sfenj).